# Me enamoré
«Me enamoré» es una canción interpretada por la cantante y compositora colombiana Shakira, incluida en su noveno álbum de estudio, El Dorado (2017). Fue lanzada el 7 de abril de 2017 como el segundo sencillo del álbum por Ace Entertainment y Sony Music Latin. La canción fue escrita por Shakira y Rayito, coproducida por Rude Boyz, Kevin ADG y A.C.

## Antecedentes y lanzamiento
Shakira bromeó en las horas previas de canciones de su lanzamiento enviando postales personalizadas a algunos fanes, donde aparece subiendo a un árbol. Ella afirma en ellas: «Estoy muy feliz de compartir con todos ustedes mi nuevo sencillo "me enamoré". Esta canción narra un momento en mi vida en el que estaba tan enamorada que literalmente, trepaba a los árboles.»

## Portada
La imagen de la portada fue tomada durante la gira Sale el sol World Tour, la misma se encuentra dentro del booklet del DVD con la leyenda: "10/10 Santa Fe / The Sun Comes Out Tour". La fotografía hace parte de un conjunto de imágenes que muestra como vivió Shakira la gira, la grabación del álbum Sale el sol, la grabación de los vídeos Loca, Gitana, Waka Waka, los ensayos para su presentación en Rock in Rio, visitas a Sudáfrica, a las escuelas de la fundación Pies Descalzos en Chocó y Barranquilla, y fotos tras de escenas con la banda Scorpions en Alemania.

## Composición
«Me enamoré» cuenta la historia de cuándo Shakira se enamora de Gerard Piqué a quien conoció en el 2010 en el set de grabación del vídeo musical para Waka Waka (This Time For Africa), la canción oficial de la Copa Mundial de Fútbol de la FIFA 2010.

## Vídeo musical
El video con la letra oficial de «Me enamoré» fue lanzado a través de ShakiraVEVO el día del lanzamiento de la canción. Dirigida por James Zwadlo, que ofrece las palabras en español a lo largo de las imágenes de acuarela pintada, presumiblemente por las personas que no hablan español para entender la canción.
El video musical que fue rodado en Barcelona y fue lanzado el 12 de mayo de 2017, muestra a Shakira en diferentes escenarios jugando con su pareja, al final se muestra a Gerard Piqué.
En 2022, tras su ruptura con Gerard, Shakira sustituyó temporalmente la portada de su videoclip en YouTube por una escena del videoclip con el robot de su videoclip de "Te Felicito" con Rauw Alejandro.

## Recepción

### Rendimiento comercial
En Francia, «Me enamoré» debutó en número 72 el 14 de abril de 2017.
Hasta el 20 de septiembre de 2020, el vídeo oficial contabiliza 913 millones de reproducciones EN YOUTUBE, 68 en su video lyric y 400 millones en Spotify.

## Créditos y personal
Los créditos adaptados de Tidal y Qobuz.
- Shakira – voz, compositor, productor
- Antonio Rayo Gibo – compositor, productor
- AC – coproductor
- Kevin ADG – coproductor
- Chan «El Genio» (Rude Boyz) – productor
- Dave Clauss – ingeniero de mezcla, ingeniero de grabación
- Adam Ayan – ingeniero de masterización
- Carlos Hernández Carbonell – ingeniero de grabación

## Posicionamiento en listas
| Posiciones (2017)                               | Mejor posición |
| ----------------------------------------------- | -------------- |
| Argentina (Monitor Latino)                      | 7              |
| Colombia (Nacional-Report)                      | 1              |
| Chile (Monitor Latino)                          | 10             |
| República Dominicana Pop Songs (Monitor Latino) | 4              |
| Francia (SNEP)                                  | 72             |
| Guatemala (Monitor Latino)                      | 5              |
| Latinoamérica (Monitor Latino)                  | 5              |
| México (Monitor Latino)                         | 14             |
| México Airplay (Billboard)                      | 17             |
| México Spanish Airplay (Billboard)              | 6              |
| Mexico Pop Songs (Monitor Latino)               | 6              |
| Panamá (Monitor Latino)                         | 15             |
| España (PROMUSICAE)                             | 3              |
| Suiza (Romandie)                                | 8              |
| Radio Mix FM (Brasil)                           | 1              |

## Certificaciones
| País    | Organismo certificador | Certificación    | Ventas Certificadas | Ref.   |
| ------- | ---------------------- | ---------------- | ------------------- | ------ |
| Brasil  | ABPD                   | Platino          | 40 000              | [ 22 ] |
| España  | PROMUSICAE             | 3x Platino       | 120 000             |        |
| Francia | SNEP                   | Oro              | 75 000              | [ 23 ] |
| Italia  | FIMI                   | Oro              | 35 000              | [ 24 ] |
| Polonia | ZPAV                   | Oro              | 10 000              | [ 25 ] |
| Suiza   | IFPI                   | Platino          | 30 000              | [ 26 ] |
| México  | AMPROFON               | 4x Platino + Oro | 270 000             | [ 27 ] |

## Historial de lanzamientos
| Región | Fecha               | Formato                | Etiqueta                     | Ref..  |
| ------ | ------------------- | ---------------------- | ---------------------------- | ------ |
| Italia | 7 de abril de 2017  | Descarga de música     | Sony Music Ace Entertainment | [ 28 ] |
| Italia | 21 de abril de 2017 | Contemporary hit radio | Sony Music Latin             | [ 29 ] |